# Nebdjefarê
Nebdjefarê est un pharaon de la XIVe dynastie. Il semble avoir régné pendant la Seconde Période Intermédiaire, entre 12 et 24 mois, au cours du XVIIe siècle av. J.-C. La connaissance de son règne provient entièrement de la liste royale de Turin gravement endommagée.

## Biographie
Nebdjefarê est un obscur pharaon de la XIVe dynastie, connu uniquement par la liste des rois de Turin. Il aurait régné sur le nord de la Basse-Égypte entre 12 et 24 mois au début du XVIIe siècle av. J.-C. Les spécialistes placent son règne v. 1694 av. J.-C. (Ryholt & Bülow-Jacobsen 1997) ou v. 1672 av. J.-C. (Gonzalez 1995), une époque généralement considérée comme faisant partie de la Deuxième Période intermédiaire ou de la toute fin du Moyen Empire. Au moment de son règne, la XIIIe dynastie aurait encore régné sur le reste de l'Égypte depuis Memphis,.
La connaissance de son règne provient de la liste des rois de Turin, un papyrus gravement endommagé qui enregistrait les noms des dieux égyptiens et les règnes des pharaons de la Ire à la XVIIe dynastie. En raison des dommages importants sur le papyrus, alors que la section indiquant la durée de son règne comme étant d'un an est conservée, la section des mois et des jours est perdue. Il aurait donc régné entre 12 et 24 mois. Nebdjefarê est le septième pharaon de la neuvième colonne de la liste des rois de Turin. En raison de dommages sur le papyrus, son nomen n'a pas survécu,,.